# Никитин, Борис Васильевич
Борис Васильевич Никитин (5 марта 1938 — 20 октября 1984) — советский пловец, чемпион Европы (1958), призёр Олимпийских игр (1956). Мастер спорта СССР (1956). Представлял общество «Динамо».

## Биография
Родился в 1938 году в Тбилиси.
Занимался плаванием под руководством Валентина Самарина и Луки Иоакимиди.
В 1956 году на Олимпийских играх в Мельбурне стал обладателем бронзовой медали в эстафете 4×200 м вольным стилем.
В 1958 году завоевал золотую медаль чемпионата Европы в этой дисциплине, а также серебряную медаль на дистанции 400 м вольным стилем.
В 1960 году принял участие в Олимпийских играх в Риме, но наград не завоевал.
Помимо международных медалей, Борис Никитин завоевал много наград на чемпионатах СССР:
- 1956 — золотая медаль на дистанции 400 м вольным стилем
- 1957 — золотые медали на дистанциях 400 м вольным стилем и 1500 м вольным стилем
- 1958 — золотая медаль на дистанции 400 м вольным стилем, бронзовая медаль на дистанции 1500 м вольным стилем
- 1959 — золотая медаль на дистанции 400 м вольным стилем
- 1960 — золотая медаль на дистанции 400 м вольным стилем
- 1963 — бронзовая медаль на дистанции 400 м комплексным плаванием

## Награды
- Медаль «За трудовую доблесть» (27.04.1957) — «за успехи, достигнутые в деле развития массового физкультурного движения в стране, повышения мастерства советских спортсменов, и успешное выступление на международных соревнованиях»